# 普羅斯佩里蒂 (密蘇里州)
普羅斯佩里蒂（英語：Prosperity）是位於美國密蘇里州賈斯珀縣的非建制地區。

## 歷史
普羅斯佩里蒂的郵局於1891年設立，其後於1920年停運。

## 地理
普羅斯佩里蒂所處的海拔為高於海平面314米（即1030英呎），而該地所採用的時區為UTC-6，即北美中部時區（CST）。同時該地設有夏令時間，為UTC-6調快一小時，即UTC-5（CDT）。